# Serpent Sermon
Albums de Marduk
Wormwood
(2009) Frontschwein
(2015)
Serpent Sermon est le douzième album studio du groupe de black metal suédois Marduk. L'album est sorti le 5 juin 2012 sous le label Century Media Records.

## Liste de morceaux
1. Serpent Sermon - 04:38
2. Messianic Pestilence - 02:50
3. Souls for Belial - 04:47
4. Into Second Death - 05:11
5. Temple of Decay - 05:25
6. Damnation's Gold - 06:48
7. Hail Mary (Piss-Soaked Genuflexion) - 03:27
8. M.A.M.M.O.N. - 03:30
9. Gospel of the Worm - 02:37
10. World of Blades - 07:09

## Musiciens
- Morgan Steinmeyer Håkansson : guitares
- Magnus "Devo" Andersson : basse
- Daniel "Mortuus" Rostén : voix
- Lars Brodesson : percussions